# Franz Rosenkranz
Franz Rosenkranz (* 18. September 1886 in Erlat im Bezirk Vöcklabruck; † 19. April 1945 im KZ Sachsenhausen) war ein österreichischer Offizier und NS-Opfer und als Kommandant an der Niederschlagung des Lamprechtshausener NS-Putsches beteiligt.

## Leben
Rosenkranz schlug nach seiner Schulzeit den Berufsweg als Brauer ein und rückte am 1. Oktober 1908 zur 4. Feldkompanie des Infanterie-Regiments 59 „Erzherzog Rainer“ ein. Da er sich als sehr guter Soldat erwies, wurde er rasch befördert und erreichte schon 1914 den Rang eines Stabsfeldwebels.
Mit seinem Regiment wurde er während des Ersten Weltkrieges bis Anfang 1916 an der Nordfront eingesetzt und weiter zum Offiziersstellvertreter befördert. Dabei wurde er mehrfach verwundet und erlitt einen Oberschenkeldurchschuss, einen Durchschuss der linken Hand und des linken Armes. Weitere Einsätze folgten an der Südfront, wobei er sich eine Asthmaerkrankung infolge eines Gasangriffes zuzog. Seine hervorragendste Leistung war die Erstellung der Fernsprechvermittlung am Cimone.
Nach dem Krieg, zur Zeit der Volkswehr, wurde er vom 1. Januar 1919 bis zum 1. Juni 1920 als Verwalter von Telegraphen- und Telefonmaterial am Waffendepot Salzburg eingesetzt. Ab dem 1. April 1920 trat er wieder als Soldat in das Bundesheer der 1. Republik beim Alpenjägerbataillon No. 3 in Salzburg ein. Sein erster Einsatz führte ihn vom 10. September 1921 bis zum 10. Januar 1922 zum Grenzdienst in das Burgenland. Auf Grund seiner erstklassigen Dienstbeschreibung wurde er am 12. Januar 1922 zum Offiziersanwärterkurs nach Enns abkommandiert. Am 31. Juli 1924 wurde er zum Leutnant befördert, am 14. April 1927 folgte die Beförderung zum Oberleutnant. Mit seiner Beförderung am 24. Juni 1932 zum Hauptmann ging seine Bestellung zum Kommandanten der 2. Kompanie einher. Seine Gesinnung war durchwegs deutschnational. Er war Vorsitzender des Wehrbundes in Salzburg und wurde 1936 sogar für zwei Tage eingesperrt, weil er eine NS-Versammlung in der Moosstraße, bei der auch andere Soldaten anwesend waren, nicht anzeigte. Weiterhin setzte er sich für sogenannte „illegale“ Berufssoldatenwerber ein. Er trennte jedoch Gesinnung und Befehl klar und deutlich.

## Juliputsch der Nationalsozialisten im Land Salzburg
Am 25. Juli 1934 versuchten Nationalsozialisten, in Wien die Regierung zu stürzen; dabei wurde der Bundeskanzler Engelbert Dollfuß ermordet. Während in Wien der Juliputsch fehlschlug und die Putschisten festgesetzt wurden, zogen sich die Aufstände in den Bundesländern noch einige Tage hin. Das Vorgehen war im sogenannten Kollerschlager Dokument vorgezeichnet. Allerdings entwickelte sich die Lage nicht so, wie von den Nationalsozialisten erhofft, die Exekutive, d. h. das Bundesheer, die Gendarmerie und die Polizei, waren loyal zum Staat Österreich. Auch die Versuche der Österreichischen Legion, in Österreich von Deutschland aus einzufallen, verliefen kläglich.
Auch im Bundesland Salzburg wurde der Aufstandsversuch relativ schnell unterbunden, bevor er noch richtig begonnen hatte. Nur nach Lamprechtshausen drang die Nachricht, dass der Putsch nicht erfolgreich war, nicht durch. Gregor Gruber hatte in Salzburg noch den SA-Führer des Flachgaus, Friedrich Kaltner, aufgesucht, um Befehle einzuholen, und von diesem tatsächlich den Auftrag erhalten, sich am nächsten Tag an einer bestimmten Stelle in Anthering einzufinden. Dort bekam er am 27. Juli um 17 Uhr einen schriftlichen Befehl mit dem folgenden Wortlaut: „Aktion am 27. Juli, um 19.30 Uhr durchführen.“ Daraufhin wurde die Lamprechtshausener SA alarmiert, und die Aktion lief in diesem Ort einstweilen nach dem bekannten Schema ab. Die Aufständischen in Lamprechtshausen waren offensichtlich der Meinung, ein Einbruch der Österreichischen Legion stünde unmittelbar bevor, und eine im Grenzdienst befindliche Bundesheereinheit würde stillhalten. In der Nacht kam es zu mehreren Schießereien, bei denen etliche Angehörige des Schutzkorps Verletzungen unterschiedlichen Grades erlitten.
Am 27. Juli 1934 rückte ein LKW unter der Führung von Sturmführer Franz Natschläger mit Putschisten, bewaffnet und mit Hakenkreuzbinden versehen, in den Ort ein. Der Gendarmerieposten wurde überfallen, die Beamten wurden entwaffnet und gefangen genommen. Die Post wurde gestürmt und die Verbindungen unterbrochen, ein Mann blieb als Wache zurück. Der geplante Diebstahl des Geldes unterblieb. Das Hauptquartier wurde im Gasthof Stadler eingerichtet. Gregor Gruber, ein damals 19-Jähriger, galt als Rädelsführer der Nationalsozialisten.
Die Versuche  der Heimwehr, der Gendarmerie sowie des Schutzkorps, Lamprechtshausen zu befreien, wurden von den SA-Männern mit heftigem Abwehrfeuer zurückgeschlagen. Zuerst wurden zwei Beamte, danach acht weitere Angreifer von 25 Mann  der Heimwehr verwundet. Im Tanzsaal des Gasthofs Stadler, der auch als Gefängnis für alle „Vaterlandstreuen“ fungierte, waren die eingebrachten Gefangenen untergebracht. Ein verwundeter Heimwehrmann wurde durch Dr. Sprenger versorgt. Dieser Gasthof war der Kernpunkt des Aufstandes. Es ist auch heute noch ein mächtiges Wirtshaus, direkt an der Hauptstraße gelegen, mit sehr guter Einsicht und ausgezeichnetem Feuerbereich. Kopf des Putsches war der damals 19-jährige Gregor Gruber, der seinerseits die Anweisungen von SA-Führer Fritz Kaltner aus Salzburg entgegengenommen hatte.
Hauptmann Rosenkranz erhielt den Befehl von Oberst Stochmal über den stellvertretenden Bataillonskommandanten Oberstleutnant Celar, mit seiner Kompanie in Lamprechtshausen am 28. Juli einzugreifen. Als Verstärkung wurden ihm ein Zug der Maschinengewehrkompanie und ein Gebirgskanonenhalbzug unterstellt. Um 5.15 erreichte die ungefähr 120 Mann starke Einheit den Wald von Riedlkam. Hier blieben die Fahrzeuge unter Bewachung zurück. Hauptmann Rosenkranz ließ von drei Seiten auf Lamprechtshausen vorrücken. Der I. Zug unter Offiziersstellvertreter Weideder von Norden, der II. Zug unter Wachtmeister Fingernagel von Osten und der III. Zug unter Oberleutnant Preßlmayr von Süden. Geschütz und MG befanden sich beim II. Zug, bei dem auch Hauptmann Rosenkranz Stellung bezog. Der von Hauptmann Rosenkranz entsandte Unterhändler wurde sofort von den SA-Leuten beschossen. Um etwa 7.00 war der Ort umstellt. Daraufhin sandte Hauptmann Rosenkranz einen weiteren Unterhändler mit dem Auftrag zu den  Aufständischen, die Putschisten zur Aufgabe aufzufordern. Dieser wurde ebenfalls beschossen. Nach diesem zweiten kriegerischen Akt erfolgte der Befehl zum Angriff. Als das Gasthaus und die weiteren Häuser, in denen sich Aufständische befanden, durch den I. und II. Zug umstellt waren, erfolgte der Sturm und der Nahkampf im Gasthaus. Um 9 Uhr konnte Hauptmann Rosenkranz nach Salzburg melden, dass Lamprechtshausen in Besitz genommen werden konnte, ohne dass der Kampf schon völlig zu Ende sei.
Bei der Befehlsübermittlung zum Einsatz in Lamprechtshausen kam es im Vorfeld für Hauptmann Rosenkranz zu dem verhängnisvollen Befehl, „keine Gefangenen zu machen“. Hauptmann Rosenkranz nahm diesen Befehl so auf, wie er gemeint war. Er befragte dazu Oberstleutnant Celar, der antwortete: „Du bist ein alter Frontsoldat, du wirst schon wissen, was das zu bedeuten hat.“ Diese Antwort zeigte, dass Rosenkranz sie selbst interpretieren sollte. Er legte sie wie folgt aus: Es sollte zu keiner Beunruhigung der Bevölkerung kommen, die beteiligten Personen sollten zu Hause verbleiben, Kampfhandlungen nur, wenn unbedingt nötig. Keinesfalls wurde zur Ermordung von Gefangenen aufgerufen. Dies zeigte auch der Umstand, dass Rosenkranz den SA-Leuten eine Flucht über die Salzach westlich Lamprechtshausen offen gelassen hatte. Diese Vorgangsweise war eigentlich verboten, denn jegliche Putschisten sollten verfolgt werden.
Bei diesem gescheiterten Putsch kamen in Lamprechtshausen acht Menschen, davon zwei auf Seiten des Bundesheeres (Josef Gassner aus Hofgastein und Viktor Mayr aus Reifnitz) ums Leben. Auf Seiten der Putschisten starben sechs Männer: Franz Armstorfer, Josef Maislinger, Josef Weilbuchner, Kilian Widmann und Johann Wimmer. Der Anführer des Putsches, Franz Natschläger, verstarb später an den Folgen seiner schweren Verwundung. Die beiden Soldaten fielen durch Bauchschüsse beim Nahkampf im Gasthof.  Oberst Stochmal kam von Salzburg nach Lamprechtshausen, dankte für die erfolgreiche Auftragserfüllung und ließ gegen 15.00 am 28. Juli nach Salzburg einrücken.
Die 52 überlebenden SA-Männer wurden in der Festung Hohensalzburg interniert. 28 wurden angeklagt und bekamen Strafen zwischen 5 und 18 Jahren Kerker. Ihre Strafe mussten sie in Garsten verbüßen. Die Gemeinde wurde währenddessen unter die Verwaltung eines Regierungskommissärs gestellt. Die gerichtlich verurteilten nationalsozialistischen Putschisten wurden allerdings nach wenigen Jahren amnestiert (vgl. das „Juli-Abkommen“ vom 11. Juli 1936) oder wurden spätestens im März 1938 beim sog. Anschluss Österreichs freigelassen.

## Verfolgung in der Zeit des Nationalsozialismus
Nach 1938 hätte „Das Lamprechtshausener Weihespiel“ zur Feier der so genannten „Heimkehr der Ostmark“ und zu Ehren der Putschisten von Lamprechtshausen anstatt der alljährlichen Aufführung von „Jedermann“ am Salzburger Domplatz gespielt werden sollen, wie von Karl Springenschmid, einem nationalsozialistischen Autor, gefordert. Tatsächlich aufgeführt wurde es von den Nazis nur zweimal auf einer eigens errichteten Freiluftbühne in der Nähe von Lamprechtshausen, wobei auch Heldenehrungen für die getöteten SA-Männer stattfanden.

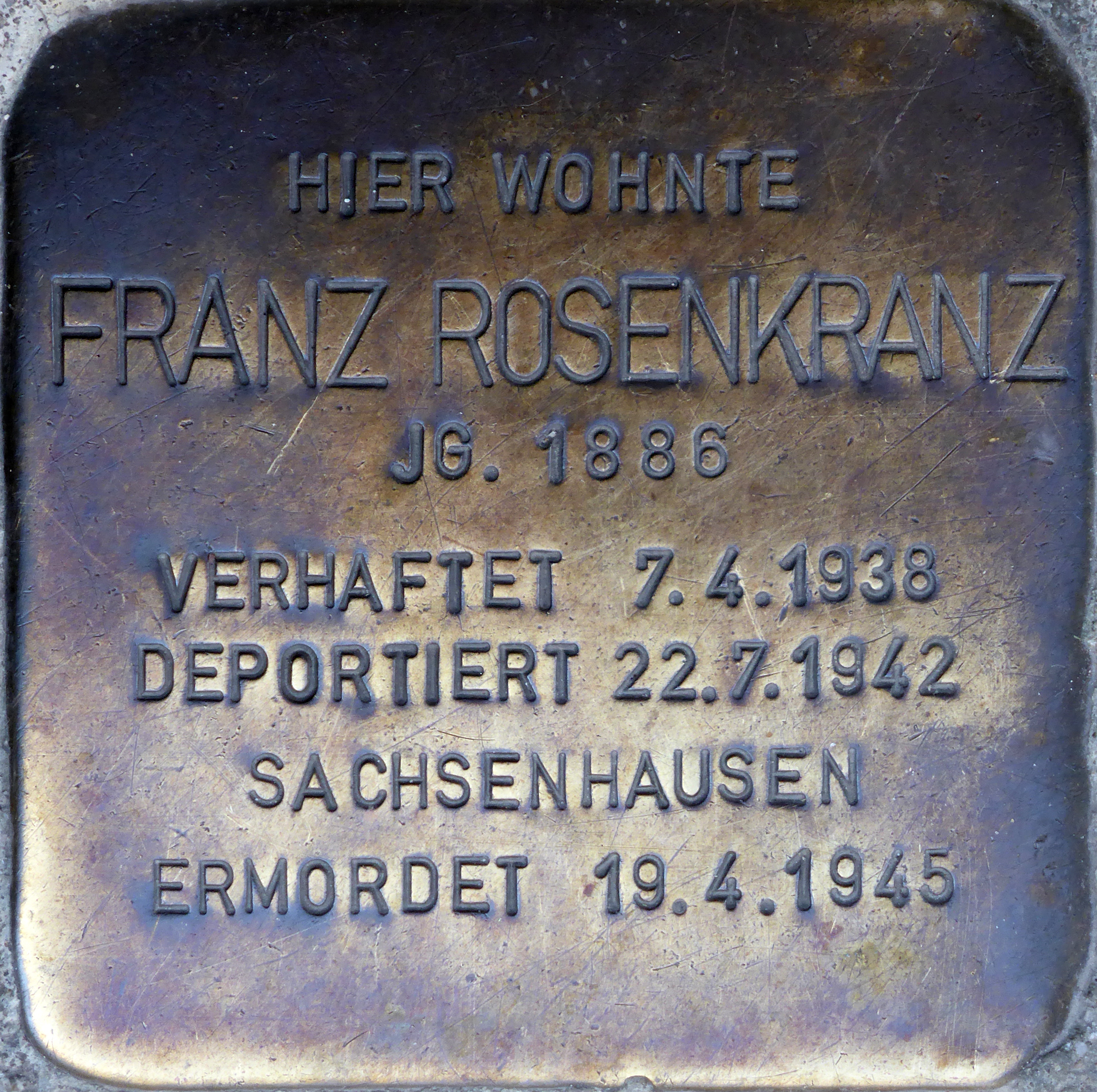
Stolperstein für Franz Rosenkranz (Mirabellplatz 1)

Nach dem „Anschluss Österreichs“ im März 1938 wurden jene, die für die militärische Niederwerfung des NS-Putsches und die gerichtliche Verfolgung der Täter verantwortlich waren, verhaftet und vor Gericht gestellt. Der Ankläger, Oberstaatsanwalt Dr. Balthasar, forderte die Todesstrafe für Hauptmann Rosenkranz und Generalmajor Stochmal, das Gericht verurteilte sie zu sechs und acht Jahren schweren Kerkers. Obwohl zweifach durch die Berufungsinstanz in Dresden nach vier Jahren freigesprochen, wurde Hauptmann Rosenkranz als „Ehrenhäftling“ in ein Konzentrationslager verbracht, dies auf Antrag des Oberstaatsanwaltes Dr. Balthasar, der auch für die geforderten Todesurteile verantwortlich zeichnete. Er veranlasste dies angeblich zum Schutz von Hauptmann Rosenkranz vor der aufgebrachten Salzburger Bevölkerung, da er für sein Leben nicht garantieren könne. Hauptmann Rosenkranz wurde zuerst in das KZ Sachsenhausen gebracht, danach nach Lublin und wieder zurück. Zwei Tage vor der Befreiung durch alliierte Truppen wurde Rosenkranz durch Genickschuss außerhalb des Lagers zusammen mit weiteren Häftlingen ermordet. Dr. Balthasar wurde für sein Vorgehen nie zur Verantwortung gezogen und lebte nach dem Krieg unbehelligt in Salzburg.
Ähnlich erging es den anderen österreichischen Beamten und Soldaten, die mit dem Putschversuch von Lamprechtshausen zu tun hatten: Der Richter der Prozesse gegen die Nationalsozialisten, Dr. Langer, wurde am 7. April 1938 ins KZ Dachau deportiert und von der SS derart gequält, dass er am 12. Oktober 1938 Suizid beging. Salzburgs Sicherheitsdirektor Oberst Ludwig Bechinie wurde am 12. März verhaftet und dann im September 1938 in das Konzentrationslager Buchenwald gebracht, wo er am 15. Mai 1941 ermordet wurde. Generalmajor Stochmal wurde schließlich in das Konzentrationslager Auschwitz und dann in das KZ Sachsenhausen überstellt, wo auch er kurz vor Kriegsende erschossen worden sein dürfte. Besser erging es allein Oberstleutnant Celar, er wurde als einziger freigesprochen.

## Auszeichnungen
k.u.k. Monarchie
- Silberne  Tapferkeitsmedaille 1. Klasse
- Bronzene Tapferkeitsmedaille
- Silberne Tapferkeitsmedaille 2. Klasse
- Verwundetenmedaille mit zwei Streifen
- Eisernes Verdienstkreuz mit der Krone am Bande der Tapferkeitsmedaille
- Königlich Preußische Kriegsverdienstmedaille

Erste Republik Österreich
- Goldenes Ehrenzeichen des Bundesstaates Österreich
- Silbernes Verdienstzeichen der Republik Österreich
- Militärdienstzeichen für Offiziere 2. Klasse
- Ungarische Weltkriegs-Erinnerungsmedaille mit Schwertern und Helm
- Schwerter zur Kriegserinnerungsmedaille